# 吉姆·巴赫托尔德
詹姆斯·E·巴赫托尔德（英語：James E. Baechtold，1927年12月9日—），美国NBA联盟前职业篮球运动员。他在1952年的NBA选秀中第1轮第2顺位被巴尔的摩子弹选中。